# 노가미촌 (도치기현)
노가미촌(野上村)은 도치기현의 남서부, 아소군에 속했던 촌이다. 1954년 3월 31일 노가미촌 및 다누마정, 미요시촌 등 3개 정·촌이 합병하여 다누마정이 신설되고 폐지되었다.

## 역사
- 1889년 4월 1일 - 정촌제 시행에 의해 아소군 노가미촌이 성립하였다.
- 1954년 3월 31일 - 노가미촌 및 다누마정, 미요시촌 등 3개 정·촌이 합병하여 다누마정[A]이 신설되고, 노가미촌 등은 폐지되었다.